# Aritmetica nei codici di Leonardo da Vinci
(Manoscritto G, 96v)

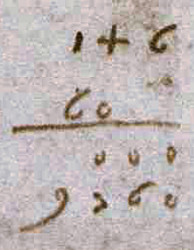
Errore di moltiplicazione nel Codice Atlantico. Il risultato è 8760 e non 9760

Nei codici di Leonardo da Vinci sono presenti numerose annotazioni relative a calcoli artimetici.

## Aspetti generali
Molti dei calcoli eseguiti da Leonardo da Vinci nei suoi manoscritti mostrano incertezze nel calcolo e ignoranza dell'algebra; in pratica egli si limitò a studi relativi alla geometria. Le difficoltà nel comprendere il latino gli impedirono a lungo di poter consultare le principali opere matematiche. Nel 1493 e nel 1494 venne però pubblicata in volgare la Summa de arithmetica, geometria, proportioni e proportionalità di Luca Pacioli; Leonardo la comprò mentre era a Milano, pagandola 119 soldi. Le annotazioni matematiche successive nei manoscritti vinciani mostrano brani di Pacioli con commenti.
Leonardo da Vinci e Luca Pacioli si conobbero a Milano nel 1496; nel De Divina Proportione Pacioli parla di uno «scientifico duello» del 9 febbraio 1498, indicando Leonardo tra i presenti.
Leonardo avrebbe appreso pienamente come svolgere calcoli aritmetici solo quando era ormai cinquantenne, anche se secondo alcuni studiosi le sue conoscenze rimasero molto limitate.